# Ion đơn nguyên tử
Ion đơn nguyên tử là một ion bao gồm đúng một nguyên tử. Nếu một ion chứa nhiều hơn một nguyên tử, ngay cả khi chúng là của cùng một nguyên tố, nó được gọi là ion đa nguyên tử. Ví dụ, calci cacbonat bao gồm ion đơn nguyên tử Ca2+ và ion đa nguyên tử CO32−.
Hợp chất ion nhị phân loại I chứa một kim loại (cation) chỉ tạo thành một loại ion. Hợp chất ion loại II chứa một kim loại tạo thành nhiều hơn một loại ion, tức là các ion có điện tích khác nhau.